# Gundulfa Schöpf
Maria Gundulfa Schöpf CSR (* 1. Dezember 1885 in Zeil am Main; † 20. August 1963) war eine deutsche Ordensschwester.
Schöpf trat 1902 in die Kongregation der Töchter des Allerheiligsten Erlösers ein. Ihre Einfache Profess legte sie am 29. September 1906 ab. 1907 legte sie ihre staatliche Prüfung als Französisch-Lehrerin und 1908 als Kindergärtnerin ab. 1921 wurde sie Ökonomin der Kongregation. 1933 wurde sie Generalvikarin unter Maria Azela Hammer. 1934 besuchte sie die Niederlassung in den Vereinigten Staaten. 1947 wurde sie zur Generaloberin gewählt und 1953 bestätigt. Im Mai 1948 reiste sie mit einem Interzonenpass in die thüringischen Niederlassungen. 1950 wurde ein Neubau der Theresienklinik, die sich seit ihrer Gründung 1908 unter der Trägerschaft der Erlöserschwestern befindet, eröffnet.